# Alessandro Pierini
Alessandro Pierini (22 de Março de 1973, Bozzano), é um ex-futebolista italiano. É atual assistente técnico do Córdoba, clube em que encerrou a carreira em 2009.
É zagueiro e suas melhores passagens foram pelo Udinese onde jogou mais de 120 partidas, e pelo Fiorentina.
Pela Seleção Italiana disputou apenas uma partida, em 2000.